# Pittsfield (CDP, New Hampshire)
Pittsfield CDP ist ein Census-designated place (CDP) in der Town of Pittsfield im Merrimack County im US-Bundesstaat New Hampshire. Die Volkszählung von 2020 erfasste 1.570 Einwohner. Der CDP wurde im Jahr 2002 erstmals vom Census definiert. Er umfasst den Kernort der Town of Pittsfield.

## Lage
Der Ort liegt bei den Koordinaten 43° 18' 0.41" Nord und 71° 19' 53.25" West auf einer Höhe von 171 Metern über dem Meeresspiegel am Suncook River. Die 4,4 km² große Fläche des Gebietes enthält laut Census keine Wasserfläche. Durch den Ort führt die New Hampshire Route NH-107, die Nordwestgrenze verläuft entlang der NH-28.